# Рибху
Рибху́ (санскр. ऋभु, IAST: ṛbhú, «искусный») или Рибхукша́ны — в ведийской мифологии класс низших божеств, вызывающих плодородие и богатство.
Слово, означающее «хитрый, искусный, изобретательный, разумный», сравнивается с лат. labor и гот. arb-aiþs «работа, труд».
Рибху образуют триаду: Рибху (или Рибхукшан, «предводитель Рибху»), Вибху (Вибхван), Ваджа. Отец Рибху — Судханван, потомок Ангираса, но в одном гимне «Ригведы» (РВ IV, 37, 4) к одному из Рибху обращаются как к сыну Индры, а их всех вместе называют «отпрысками силы». Рибху были простыми смертными братьями, но из-за своих чудесных способностей в ремесле стали бессмертными и даже получили право на долю в жертвоприношении сомы. В «Атхарваведе» (III 30, 2) же говорится, что Рибху стали бессмертными благодаря тапасу. За их труды боги сделали их своими ремесленниками: Ваджу у богов, Рибхукшана у Индры, Вибхвана у Варуны.
Рибху тесно связаны с Индрой, в частности, они помогают ему одерживать победу, создают для него колесницу. Бессмертие же было им даровано Савитаром. Главная черта Рибху — их чрезвычайно умелые руки. Так, из кубка Тваштара они сделали четыре кубка; для Ашвинов создают колесницу, для Брихаспати дойную корову, а своих родителей они делают молодыми, оживляют корову для риши. Именно Рибху поддерживают небо. Иногда они принимаются и за абстрактное — вытёсывают молитву, обряд (РВ III, 54). «Атхарва-веда» (VI, 108, 3) приписывает им мудрость, наравне с асурами и риши.
Имена Рибху и Рибхукшан использовались также как эпитеты Индры, Агни, Ваты и Адитьев.